# Podgradina (gmina Glamoč)
Podgradina – wieś w Bośni i Hercegowinie, w Federacji Bośni i Hercegowiny, w kantonie dziesiątym, w gminie Glamoč. W 2013 roku liczyła 75 mieszkańców, z czego większość stanowili Serbowie.